# Tiegem
Tiegem är en ort i Belgien.   Den ligger i provinsen Västflandern och regionen Flandern, i den västra delen av landet, 60 km väster om huvudstaden Bryssel. Tiegem ligger 50 meter över havet och antalet invånare är 1 541.
Terrängen runt Tiegem är platt. Runt Tiegem är det tätbefolkat, med 331 invånare per kvadratkilometer.. Närmaste större samhälle är Kortrijk, 14,9 km väster om Tiegem. 
Trakten runt Tiegem består till största delen av jordbruksmark.